# Pommera
Pommera és un municipi francès situat al departament del Pas de Calais i a la regió dels Alts de França. L'any 2007 tenia 289 habitants.

## Demografia

### Població
El 2007 la població de fet de Pommera era de 289 persones. Hi havia 104 famílies de les quals 20 eren unipersonals (12 homes vivint sols i 8 dones vivint soles), 20 parelles sense fills, 32 parelles amb fills i 32 famílies monoparentals amb fills.
La població ha evolucionat segons el següent gràfic:
Habitants censats

### Habitatges
El 2007 hi havia 120 habitatges, 105 eren l'habitatge principal de la família, 8 eren segones residències i 7 estaven desocupats. Tots els 120 habitatges eren cases. Dels 105 habitatges principals, 86 estaven ocupats pels seus propietaris, 17 estaven llogats i ocupats pels llogaters i 2 estaven cedits a títol gratuït; 2 tenien dues cambres, 8 en tenien tres, 36 en tenien quatre i 59 en tenien cinc o més. 75 habitatges disposaven pel capbaix d'una plaça de pàrquing. A 49 habitatges hi havia un automòbil i a 43 n'hi havia dos o més.

### Piràmide de població
La piràmide de població per edats i sexe el 2009 era:
| Homes | Edats   | Dones |
| ----- | ------- | ----- |
| 0     | 95 o +  | 0     |
| 0     | 90 a 94 | 0     |
| 4     | 85 a 89 | 4     |
| 0     | 80 a 84 | 8     |
| 8     | 75 a 79 | 4     |
| 0     | 70 a 74 | 16    |
| 0     | 65 a 69 | 4     |
| 8     | 60 a 64 | 8     |
| 4     | 55 a 59 | 8     |
| 8     | 50 a 54 | 8     |
| 4     | 45 a 49 | 12    |
| 4     | 40 a 44 | 0     |
| 8     | 35 a 39 | 12    |
| 4     | 30 a 34 | 4     |
| 16    | 25 a 29 | 4     |
| 0     | 20 a 24 | 8     |
| 4     | 15 a 19 | 8     |
| 12    | 10 a 14 | 12    |
| 0     | 5 a 9   | 4     |
| 4     | 0 a 4   | 8     |

## Economia
El 2007 la població en edat de treballar era de 171 persones, 113 eren actives i 58 eren inactives. De les 113 persones actives 97 estaven ocupades (56 homes i 41 dones) i 16 estaven aturades (8 homes i 8 dones). De les 58 persones inactives 18 estaven jubilades, 14 estaven estudiant i 26 estaven classificades com a «altres inactius».

### Ingressos
El 2009 a Pommera hi havia 110 unitats fiscals que integraven 314,5 persones, la mediana anual d'ingressos fiscals per persona era de 15.143 €.

### Activitats econòmiques
Dels 5 establiments que hi havia el 2007, 1 era d'una empresa de construcció, 2 d'empreses de comerç i reparació d'automòbils, 1 d'una empresa d'hostatgeria i restauració i 1 d'una empresa classificada com a «altres activitats de serveis».
Dels 2 establiments de servei als particulars que hi havia el 2009, 1 era una fusteria i 1 perruqueria.
L'únic establiment comercial que hi havia el 2009 era una botiga d'equipament de la llar.
L'any 2000 a Pommera hi havia 4 explotacions agrícoles.

## Equipaments sanitaris i escolars
El 2009 hi havia una escola elemental integrada dins d'un grup escolar amb les comunes properes formant una escola dispersa.

## Poblacions més properes
El següent diagrama mostra les poblacions més properes.